# Forças Armadas do Vaticano
A Cidade do Vaticano encontra-se inteiramente dentro da capital italiana de Roma. Por conseguinte, a sua defesa militar é prestada pela Itália. O Vaticano tem uma unidade de defesa, a Guarda Suíça. É uma pequena força responsável pela segurança do Papa, incluindo a segurança do Palácio Apostólico e do acesso às entradas da cidade. Seu idioma oficial é o suíço-alemão.
Historicamente, muitas outras unidades existiam. Além da Guarda Suíça, a última remanescente, a Guarda Nobre e a Guarda Palatina foram suprimidas pelo Papa Paulo VI em 1970. Também extinto em 1970, e reativado em 2002, está o Corpo da Gendarmaria do Estado da Cidade do Vaticano, força policial-militar, responsável pela segurança pública e patrimonial nos limites do Vaticano.

## Guarda Palatina

Membro da Guarda Palatina

A Guarda Palatina (em italiano:  Guardia Palatina d'Onore) foi uma unidade militar dos Estados Pontifícios e da Cidade do Vaticano.
A Segunda Guerra Mundial foi um ponto alto na história da Guarda Palatina. Em setembro de 1943, quando as tropas da Alemanha Nazi ocupavam Roma em resposta ao armistício da Itália com os Aliados, a Guarda Palatina ficou com a responsabilidade de proteger o Vaticano e várias propriedades do Vaticano em Roma, além da casa de veraneio do Papa em Castel Gandolfo. Os guardas (sobretudo lojistas romanos e empregados de escritório), cujo serviço era até então limitado a ocasiões cerimoniais, viram-se envolvidos em operações de patrulha aos muros, jardins e pátios do Vaticano e à vigilância de entradas nos edifícios de Roma. Em mais de uma ocasião este serviço acabou por resultar em violentos confrontos com a polícia da Itália fascista que operava com as autoridades alemãs para prender refugiados políticos que se escondiam em edifícios protegidos pelo Vaticano.

## Guarda Nobre

Membro da Guarda Nobre

A Guarda Nobre (em italiano: Guardia Nobile) foi uma das forças de segurança que serviram o Papa durante a história. Formada pelo Papa Pio VII em 1801, era na data da sua fundação uma unidade de cavalaria. Concebida como a guarda pessoal do Papa, a unidade escoltava o chefe da igreja quando este se deslocava para fora do Vaticano. Estavam também disponíveis para missões especiais a serviço dos Estados Papais, a claro pedido do próprio Papa. Uma das maiores missões de serviço desempenhadas por esta guarda foi quando a mesma escoltou o Papa Pio VII até Paris para a coroação de Napoleão Bonaparte. Puramente uma guarda palacial, nunca participou num conflito armado durante a sua existência. Com a Unificação da Itália e consequente extinção dos Estados Papais, esta guarda restringiu a sua atividade aos palácios e propriedades do Vaticano. A partir deste período, pouco ou nenhum espaço havia para a guarda andar montada em cavalos, porém havia sempre dois elementos que montavam a cavalo e acompanhavam o Papa quando este passeava pelos jardins do Vaticano. Quando andar montados em cavalo foi proibido em 1904, os últimos cavalos foram vendidos. Originalmente armados com carabinas, pistolas e sabres, depois de 1870 a guarda andava apenas equipada com um sabre.
Depois de 1870, a Guarda Nobre, reduzida a um efetivos de menos de 70 homens, desempenhavam apenas funções cerimoniais como uma guarda de honra, aparecendo em público quando o Papa se dirigia à população. Durante a Segunda Guerra Mundial, a Guarda Nobre partilhava responsabilidades com a Guarda Suíça em relação à proteção e segurança do Papa. Pela primeira vez desde 1870, pistolas voltaram a ser atribuídas aos guardas. Durante a guerra, o papa era constantemente vigiado e acompanhado pela guarda.

## Guarda Suíça Pontifícia
Guarda Suíça Pontifícia (em latim: Custodes Helvetici; em italiano:  Guardie Svizzere) é o nome dado ao corpo de guarda responsável desde 22 de janeiro de 1506 pela segurança do Papa. Hoje constitui também as forças armadas da Cidade do Vaticano.
É o único grupo de soldados particulares que a lei suíça aceita. Do corpo da Guarda Suíça só podem fazer parte homens de robusta e rude constituição física, com um mínimo de 1,74 m de altura, católicos, com diploma profissional ou liceu concluído, com idade entre 18 e 30 anos, e não casados (só os cabos, sargentos e oficiais podem ser casados).
Entre as suas tarefas encontram-se a prestação de serviços diversos para o Papa, tais como a guarda em visitas de autoridades estrangeiras, o acompanhamento e assistência ao Papa durante viagens internacionais ou a prestação, à paisana, de serviços de segurança do Papa, ocasião em que os guardas se misturam com as multidões na Praça de São Pedro. Nesse caso os soldados da Guarda Suíça servem como guarda-costas, estando equipados com armamento variado e modernos equipamentos de comunicação.

## Corpo da Gendarmaria do Estado da Cidade do Vaticano

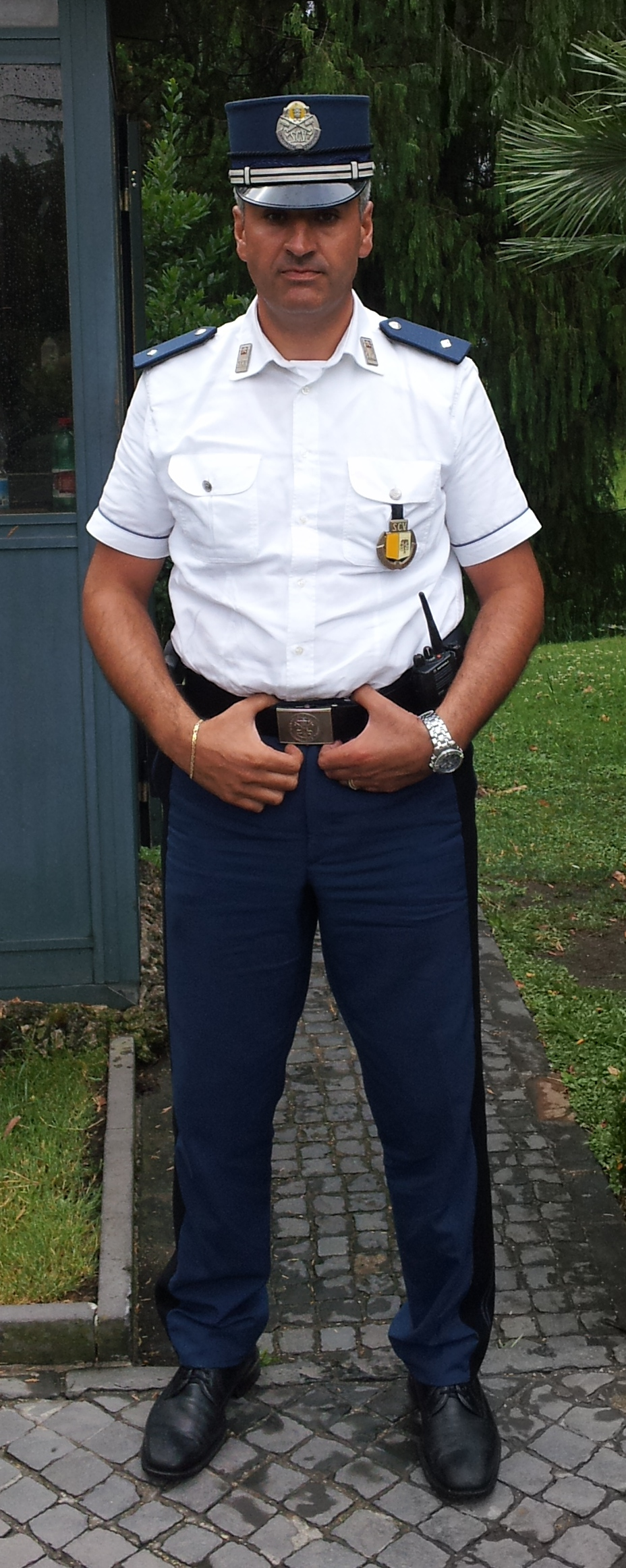
Um oficial da Gendarmaria

O Corpo da Gendarmaria do Estado da Cidade do Vaticano (em italiano: Corpo della Gendarmeria dello Stato della Città del Vaticano) é a gendarmaria, ou polícia e força de segurança da Cidade do Vaticano, responsável pela segurança, ordem pública, controle fronteiriço, controle de tráfego, investigação criminal e outras funções policiais naquele Estado. Um pequeno destacamento de oficiais do Corpo acompanha o Papa durante suas viagens para lhe fornecer segurança pessoal. A Gendarmaria tem 130 funcionários, e faz parte do Departamento de Serviços de Defesa Civil e Segurança (que também inclui os Bombeiros do Vaticano), e é um órgão que pertence ao governo do Estado da Cidade do Vaticano.
De 1991 a 2002 a força policial do Vaticano era conhecida como Corpo di Vigilanza dello Stato della Città del Vaticano ("Corpo de Vigilância do Estado da Cidade do Vaticano"), e de 1970 a 1991 como Escritório Central de Segurança. A entidade substituiu o antigo Corpo della Gendarmeria ("Corpo da Gendarmaria"), fundado pelo Papa Pio VII em 1816 como uma unidade das Forças Armadas do Vaticano até que o Papa Paulo VI reduzisse a presença militar na Santa Sé apenas à Guarda Suíça Pontifícia.